# أدريان غارسيا (ضابط شرطة)
أدريان غارسيا (بالإنجليزية: Adrian Garcia)‏ هو ضابط شرطة أمريكي، ولد في 26 ديسمبر 1960 في هيوستن في الولايات المتحدة.

## وصلات خارجية
- الموقع الرسمي